# Gesundheitstag Berlin 1980
Der Gesundheitstag Berlin 1980 war eine Gegenveranstaltung zum 83. Deutschen Ärztetag 1980 in West-Berlin. Über 3000 Ärztinnen und Ärzte, die sich durch die Repräsentanten der Bundesärztekammer nicht oder nur ungenügend vertreten fühlten, versammelten sich zu dieser Gegenveranstaltung am 14. Mai 1980 im Audimax der TU-Berlin. Sie eröffneten den Gesundheitstag 1980 mit der Frage: Medizin und Nationalsozialismus. Tabuisierte Vergangenheit – ungebrochene Tradition?
In den folgenden Tagen – vom 14. Mai bis zum 18. Mai 1980 – organisierten die Gastgeber des Gesundheitstages Diskussionsveranstaltungen, an denen sich mehr als 12.000 im Gesundheitssystem arbeitende Menschen beteiligten. Dabei wurde die in der Eingangsveranstaltung aufgeworfene Frage eingebunden in Fragen zu aktuellen Entwicklungen in der Medizin. Meistbesucht waren Veranstaltungen, die sich mit dem Verhältnis zwischen „Alternativmedizin“ und „Schulmedizin“ beschäftigten. Besonders kontrovers wurde die Frage diskutiert, ob Wissenschaftsfeindlichkeit ein Charakteristikum der Nationalsozialistischen Medizin war.
Auf den Gesundheitstag Berlin 1980 folgten der Gesundheitstag Hamburg 1981 mit 18.000 Teilnehmern und der Gesundheitstag Bremen 1984.